# Estret de Rae
L'estret de Rae és un petit braç de mar de l'oceà Àrtic, un canal d'aigua entre l'illa del Rei Guillem i la península de Boothia, al territori de Nunavut.
Porta el nom en honor de l'explorador polar escocès John Rae, que el 1854 fou el primer en explorar aquestes terres.